# Kiangan
Kiangan is een gemeente in de Filipijnse provincie Ifugao op het eiland Luzon. Bij de laatste census in 2007 had de gemeente ruim 15 duizend inwoners.

## Geografie

### Bestuurlijke indeling
Kiangan is onderverdeeld in de volgende 14 barangays:
| - Ambabag - Baguinge - Bolog - Bokiawan - Dalligan - Duit - Hucab | - Julongan - Lingay - Mungayang - Nagacadan - Pindongan - Poblacion - Tuplac |

## Demografie
Kiangan had bij de census van 2007 een inwoneraantal van 15.448 mensen. Dit zijn 1.349 mensen (9,6%) meer dan bij de vorige census van 2000. De gemiddelde jaarlijkse groei komt daarmee uit op 1,27%, hetgeen lager is dan het landelijk jaarlijks gemiddelde over deze periode (2,04%). Vergeleken met de census van 1995 is het aantal mensen met 1.934 (14,3%) toegenomen.

De bevolkingsdichtheid van Kiangan was ten tijde van de laatste census, met 15.448 inwoners op 200 km², 77,2 mensen per km².